# Prisannewitz
Prisannewitz ist seit dem 7. Juni 2009 ein Ortsteil der Gemeinde Dummerstorf im Landkreis Rostock in Mecklenburg-Vorpommern (Deutschland).

## Geografie
Prisannewitz liegt etwa 15 Kilometer südöstlich von Rostock, auf einer nach Süden ansteigenden Fläche, die vom Zarnowtal bis zum 71 Meter hohen Dolger Berg (bei Wendorf) reicht. Die Niederung der Zarnow, ein Nebengewässer der Warnow, ist ein Naturschutzgebiet.
Zur ehemals selbständigen Gemeinde Prisannewitz gehörten die Ortsteile Prisannewitz-Ausbau, Groß Potrems, Klein Potrems, Scharstorf und Wendorf.

## Geschichte
Der Ort Prisannewitz wurde am 4. Februar 1282 erstmals als Plotzanenitze urkundlich erwähnt. Diese Urkunde nannte Bernhard I. als Herr. Der herrschende Ritter Kobold hatte zur damaligen Zeit in Kaboldesdorp, welches das heutige Kavelstorf ist, seinen Sitz und schenkte dem Kollegiatstift Güstrow im Jahre 1317 den nicht mehr existierenden Prisannewitzer See. 1847 stimmte Friedrich Franz II., Großherzog von Mecklenburg, dem Antrag des Gutes Scharstorf auf Aufnahme in den Schulverband Prisannewitz - Alt Griebnitz zu. 1865 erhielt die Gemeinde eine eigene Schule. Auf einen eigenen Postkasten, den die Dorfversammlung beantragt hatte, mussten die Dorfbewohner bis 1910 warten. Weitere neun Jahre vergingen, bis das Dorf 1919 einen Haltepunkt an der 1883 erbauten Eisenbahnstrecke Rostock—Lalendorf erhielt.
Am 1. Juli 1950 wurde die bis dahin eigenständige Gemeinde Scharstorf eingegliedert.
Am 6. Juni 2009 schloss sich die bis dahin selbständige Gemeinde Prisannewitz mit fünf weiteren Gemeinden des zeitgleich aufgelösten Amtes Warnow-Ost zur neuen und amtsfreien Gemeinde Dummerstorf zusammen.

## Verkehrsanbindung
Unmittelbar westlich von Prisannewitz führt die Bundesautobahn 19 vorbei, östlich die Bundesstraße 103 von Rostock nach Güstrow. Die Bahnlinie Berlin–Rostock verläuft unmittelbar am Ortsrand.

## Persönlichkeiten
- Otto Witte (1903–1997), Pädagoge und Lehrer